# Gagner la guerre
Gagner la guerre est un roman de fantasy écrit par Jean-Philippe Jaworski et publié en 2009. Ce livre se déroule dans le Vieux Royaume, un univers de fantasy où la magie est présente et puissante, et qui puise largement son inspiration dans le roman de cape et d'épée et le roman historique (Renaissance italienne). On y retrouve le personnage de Benvenuto Gesufal, déjà présent dans le recueil de nouvelles Janua Vera.

## Résumé
Benvenuto Gesufal est un spadassin efficace et sans scrupule au service du Podestat Léonide Ducatore, à la tête de la République de Ciudalia. Durant la guerre contre le royaume de Ressine, après une victoire navale décisive, il est chargé d'assassiner celui qui a permis de remporter la bataille, potentiel rival de Ducatore, et de mener des tractations secrètes avec le souverain de Ressine, le Shah, pour mettre fin aux massacres et signer un traité avantageux pour le Podestat. Avant de le restituer, afin que son alibi soit crédible, les hommes du Shah le passent à tabac, le laissant en piteux état.
Le retour à la capitale Ciudalia se passe tout d'abord comme prévu, et il est accueilli comme il convient à un ancien prisonnier de Ressine, seul survivant de son convoi. Mais son tempérament, les manigances et les tractations entre les diverses familles qui se disputent le pouvoir au palais curial amènent à des révélations sur le véritable rôle de l'assassin. Don Benvenuto est obligé de s'enfuir en pleine assemblée pour éviter d'être condamné pour trahison. Sur ordre de Ducatore, il cherche l'exil dans une contrée éloignée, Bourg-Preux, aidé en cela par le Sapientissime Sassanos, le mage attitré du Podestat, qui doit lui aussi s'éloigner de Ciudalia, quoique pour d'autres raisons.
À Bourg-Preux, devant attendre le retour du mage, il fréquente quelques elfes et se fait un peu trop remarquer par les autorités. Ayant découvert la trahison d'un des membres de la maison Ducatore, il repart vers la République, après avoir traversé les montagnes de Vieufié et laissé quelques massacres derrière lui. Une fois revenu à Ciudalia, et ayant reconnu ses fautes auprès du Podestat, il est chargé de remplir une dernière mission, suicidaire, pour effacer ses erreurs aux yeux de son patron et lui permettre enfin de récolter les fruits d'années de manipulations : gagner la guerre !

## Éditions

### Grand format
- Les Moutons électriques, coll. « Bibliothèque voltaïque », 2009, 688 pages,  (ISBN 978-2-915793-64-2)[2],
- Tirage limité à 70 exemplaires signés, Les Moutons électriques, coll. « Bibliothèque voltaïque », 2010, 672 pages,  (ISBN 978-2-36183-001-4)[3].
- Édition reliée, tirage limité à 2 000 exemplaires et 12 exemplaires signés, Les Moutons électriques, coll. « Bibliothèque voltaïque », 2013, 688 pages,  (ISBN 978-2-36183-089-2)[4].
- Les Moutons électriques, coll. « Bibliothèque voltaïque », 2014, 688 pages,  (ISBN 978-2-36183-186-8)[5].
- Inclus dans Matière de Leomance - Récits du Vieux Royaume, Les Moutons électriques, 2020, 1288 pages,  (ISBN 978-2-36183-647-4)[6].

### Poche
- Gallimard, coll. « Folio SF » no 388, 2011, 982 pages,  (ISBN 978-2-07-043741-2)[7].
- Inclus dans Récits du Vieux Royaume, Gallimard, coll. « Folio SF » no 520, 2016, 1152 pages,  (ISBN 978-2-07-046363-3)[8].

### Audio
2016 : version intégrale lue par Jean-Christophe Lebert (35 heures 54 minutes).

## Prix et récompenses
- Prix Imaginales du meilleur roman francophone 2009[1].
- Prix du premier roman Région Rhône-Alpes[10].

## Adaptations

### Bande dessinée
Dessins et scénario de Frédéric Genêt, couleurs de Hugo Poupelin.
- Gagner la guerre, Tome 1 : Ciudalia, 2018, Le Lombard, 64 pages,  (ISBN 9782803672080),
- Gagner la guerre, Tome 2 : Le Royaume de Ressine, 2019, Le Lombard, 56 pages,  (ISBN 9782803675418),
- Gagner la guerre, Tome 3 : La Mère patrie, 2021, Le Lombard, 56 pages,  (ISBN 9782803677092),
- Gagner la guerre, Tome 4 : La Marche franche, 2022, Le Lombard, 56 pages,  (ISBN 9782808201643).